# Springfield (Kolorado)
Springfield – miasto w Stanach Zjednoczonych, w stanie Kolorado, siedziba administracyjna hrabstwa Baca.